# 澧县多安桥
澧县多安桥，又名澧江桥、绣水桥，位于中国湖南省常德市澧县澧阳街道澧州古城东门外的一座清代古桥，始建于清乾隆五十一（1786）年。2019年10月7日公布为第八批全国重点文物保护单位。

## 历史沿革
多安桥始建于清乾隆五十一年（1786年），后因水患损毁，于嘉庆二十五年（1820年）进行重建，并于道光元年（1821年）仲夏竣工。 民国时期以来，该桥经历了三次修缮，桥面加铺了两层混凝土以适应现代交通需求。然而，至2019年，因桥梁结构老化被鉴定为危桥，采取了限行措施。2023年11月底，多安桥启动了新一轮修缮工程进行了全面修复。修缮工程于2024年12月24日完工，桥梁正式恢复通行。

## 结构特色
多安桥为石质连拱结构，呈西北—东南走向，全长211米，宽8.7米，高9.6米，占地面积1835平方米。桥梁由十一拱、九墩两台组成，桥身呈弧形，桥拱跨径10.5米，拱圈厚0.3米。桥墩采用木桩地钉基础，砌成舟形，长18米，呈台阶内收，形成梯形尖状结构，既美观又利于分流河水。